# Neobisium insulare
Neobisium insulare är en spindeldjursart som beskrevs av Beier 1938. Neobisium insulare ingår i släktet Neobisium och familjen helplåtklokrypare. Inga underarter finns listade i Catalogue of Life.